# Gudumholm Sogn
Gudumholm Sogn er et sogn i Aalborg Østre Provsti (Aalborg Stift).
I 1909 blev Gudumholm Kirke opført som filialkirke, og Gudumholm blev et kirkedistrikt i Gudum Sogn, som hørte til Fleskum Herred i Aalborg Amt. Ved kommunalreformen i 1970 blev Gudum-Lillevorde sognekommune inkl. Gudumholm indlemmet i Sejlflod Kommune, der ved strukturreformen i 2007 indgik i Aalborg Kommune.
Da kirkedistrikterne blev nedlagt 1. oktober 2010 blev Gudumholm Kirkedistrikt udskilt fra Gudum Sogn som det selvstændige Gudumholm Sogn. Men 1. januar 2014 blev Gudum Sogn lagt ind under Gudumholm Sogn.
Foruden Gudumholm Kirke findes i sognet nu Gudum Kirke.
I Gudumholm Sogn inkl. Gudum Sogn findes følgende autoriserede stednavne:
- Blokengen (bebyggelse)
- Gudum (bebyggelse, ejerlav)
- Gudum Kær (bebyggelse)
- Gudumholm (bebyggelse)
- Gudumlund (bebyggelse, landbrugsejendom)
- Hjovselhuse (bebyggelse)
- Mellemgårde (bebyggelse)
- Skovhuse (bebyggelse)
- Tiendekær (bebyggelse)
- Tiendemarken (bebyggelse)